# 華納海姆
華納海姆 (Vanaheimr) 是北歐神話中华纳神族的家園，華納神族與豐饒、智慧，和預知能力有關。
華納海姆出現在《詩體埃達》、《散文埃達》，和《挪威王列傳 (Heimskringla)》中，《詩體埃達》著作於十三世紀，但其中的內容在更早以前就存在，而《散文埃達》中的華納海姆則是被神話歷史化的產物。《詩體埃達》和《散文埃達》中提到華納海姆是尼約德的故鄉。

## 文本
華納海姆在《詩體埃達》的〈瓦夫蘇魯特尼爾之歌 (Vafþrúðnismál)〉中出現過一次。在〈瓦夫蘇魯特尼爾之歌〉中，貢拉德（Gagnrad，奧丁的化名）和巨人瓦夫蘇魯特尼爾鬥智，貢拉德向瓦夫蘇魯特尼爾問道，華納神族的尼約德是從何而來，雖然尼約德擁有無數的神龕，但尼約德並非出自於亞薩神族。瓦夫蘇魯特尼爾回道，尼約德乃是出自於華納海姆，由「睿智的力量」所創造，並提到在亞薩神族與華納神族的戰爭中，尼約德被當作交換人質送往阿斯嘉特。另外，瓦夫蘇魯特尼爾還提到，當諸神黃昏之日到來，尼約德會回到「睿智的華納神族」之中。

| 尼約德乃是出自於華納海姆，由睿智的力量所造，此後作為人質交由亞薩神族。在世界崩解之日，尼約德將回歸睿智的華納神族。 |

《散文埃達》〈欺騙古魯菲〉第二十三章，至高者提到尼約德出自於華納海姆，後來作為人質被送到阿斯嘉特。
《挪威王列傳》(Heimskringla)〈依林格薩迦〉(Ynglinga saga)中以神話歷史論的方式記錄了北歐神話的世界起源。第一章提到華納神族的家園位於頓河附近，第四章提到亞薩神族與華納神族的戰爭，霍尼爾作為人質被送往華納海姆，之後在華納海姆成為領袖，第十五章提到國王斯維格吉爾 (Sveigðir) 在瑞典的華納海姆 (Vanaland) 娶了一個名為瓦娜 (Vana) 的女子為妻，膝下一子，名為瓦納蘭帝 (Vanlandi)，意思為「來自華納神族家園的男人」。

## 理論

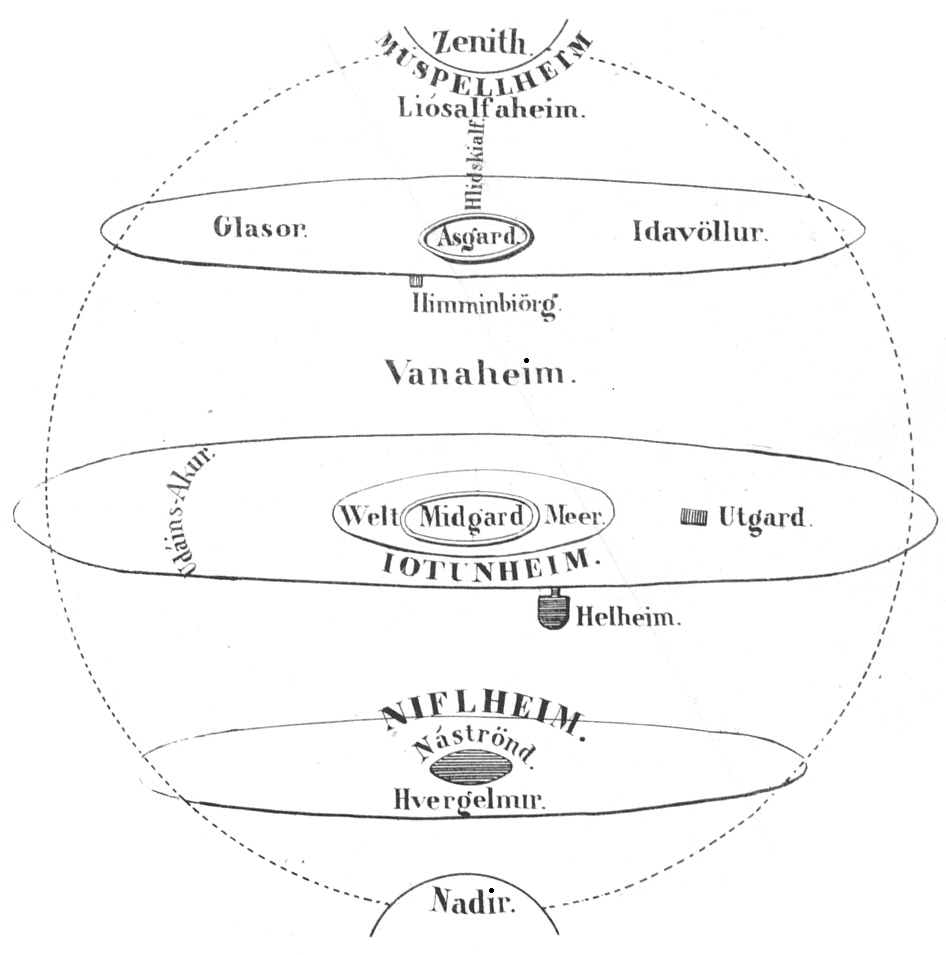
北歐神話的宇宙觀，由亨利惠頓於1831年繪製。

九大世界的在古北歐文學的文本中被提及數次，但沒有任何文本將這九大世界一一名列，不過普遍認為華納海姆是九大世界之一，亨利·貝洛斯 (Henry Adams Bellows) 認為另外的八個世界應當是阿斯嘉特、亞爾夫海姆、中土世界（米德嘉特）、約頓海姆、斯瓦特海姆、尼福爾海姆、穆斯貝爾海姆、尼德威阿爾。
希爾達·戴維森 (Hilda Ellis Davidson) 認為，我們無法確定華納海姆在九大世界中的確切位置，「華納神族的主神弗蕾雅和尼約德常被描寫為和亞薩神族一同出現在阿斯嘉特，但實際上他們可能位於地下世界」，希爾達·戴維森也提到華納神族和「那些居住在土墩、丘陵，和河川中的大地精靈」有關聯。
魯道夫·齊梅克 (Rudolf Simek) 提到華納海姆一詞無疑是斯諾里·斯蒂德呂松所創造的，用以對造亞薩神族的阿斯嘉特，但魯道夫·齊梅克並沒有討論〈瓦夫蘇魯特尼爾之歌〉中的內容。

## 註解
1. ↑  Thorpe (1866:16).
2. ↑  Byock (2005:33).
3. ↑  Hollander (2007:6).
4. ↑  Hollander (2007:8).
5. ↑  McKinnell (2005:70)
6. ↑  Hollander (2007:15).
7. ↑  Bellows (1923:3).
8. ↑  Davidson (1993:70).
9. ↑  Simek (2007:350).